# کوه هلگافل
کوه هلگافل (به لاتین: Helgafell) یک کوه در ایسلند است که در ایسلند واقع شده‌است. کوه هلگافل ۳۳۸ متر بالاتر از سطح دریا واقع شده‌است.